# Kiss Ferenc Erdészeti Technikum
A Kiss Ferenc Erdészeti Technikum, jelenlegi nevén Alföldi ASzC Kiss Ferenc Erdészeti Technikum az Agrárminisztérium (korábban Földművelésügyi Minisztérium) alá tartozó Alföldi Agrárszakképzési Centrum által fenntartott szegedi gimnázium.

## Névadó
- Kiss Ferenc (1860–1952) erdőmérnök, erdészeti szakíró, miniszteri tanácsos, a „szegedi erdők atyja”.

## Az iskola története a kezdetektől
Az iskola fél évszázados fennállása alatt sok változás következett be az erdészképzésben. A Szegedre kerüléséig meglehetősen rögös volt az út. A középfokú erdészeti szakképzés szükségességének gondolata felvetődött már a második világháború előtt, de csak a háború befejezése után bekövetkezett gazdasági és társadalmi változások sürgették a szakember képzés ezen új formájának kialakítását. Így hívta életre az FM 1948 augusztusában kelt alapító rendelete Esztergomban az Erdőgazdasági Középiskolát. Valójában ezt lehet tekinteni a jelenlegi iskola eszmei elődjének. Az alig egy éves működés után a Kormány rendeletben megszüntette a középiskolát és 1949 szeptemberében létrehozta a Mezőgazdasági Gimnázium Erdészeti Tagozatát, melyet a Vallás- és Közoktatásügyi Minisztérium hatáskörébe utalt. Az esztergomi elhelyezés — főleg a kollégium — nem volt megfelelő, ezért 1950. nyarán az erdészeti szakoktatást az FM itt megszüntette, de megszüntette egyúttal a mezőgazdasági gimnáziumokat is. Ugyanakkor megnyitotta már 1950. őszén az Erdészeti Technikumot Sopronban, a Mezőgazdasági Technikum Erdészeti Tagozatát Debrecenben. A Tanulmányi időt a földművelésügyi miniszter tekintettel a nagy középkáder hiányra — 3 évben állapította meg, s ezt az 1952-53-as tanévtől emelte fel 4 évre. A debreceni elhelyezés is ideiglenesnek bizonyult, mert nem volt helye az iskolának. Az itteni öt tanév alatt hol csak tagozatként, hol önállóként működött. A végzett technikusokat országszerte várták az erdőgazdaságok, a képzést stabilizálni kellett. A bizonytalan körülményeket az FM úgy szüntette meg, hogy Debrecen-Pallagról az erdészeti tagozatot Szegedre helyezte. Az erdészképzés Szegeden tehát az 1955-56-os tanévben indult be és az iskola neve Erdészeti Technikum lett. A város befogadta az iskolát, számára nem volt új az erdészképzés. Adatok bizonyítják, hogy 1883-ban az ásotthalmi Erdészeti Szakiskola megalapításához igen komoly támogatást nyújtott. Még a debreceni években alakult ki egy olyan szakosodás, hogy a soproni iskola a hegyvidéki, a debreceni pedig az alföldi erdőgazdálkodást segítse technikusok képzésével. Ez utóbbinak megvolt az adottsága Szegeden is, hiszen a környékén a homokfásításnak, a térségben pedig a szikfásításnak és az ártéri erdőgazdálkodásnak hagyományai és értékes eredményei voltak. Ezenkívül Szeged a fafeldolgozó ipar jelentős objektumaival is rendelkezett, hiszen itt üzemelt egy falemezgyár, egy fűrészüzem, valamint ládagyár, gyufagyár és bútorgyár is. 1955. szeptember 1-én, az egykori Tunyogi Gimnázium épületében kezdődött meg az oktatás, amely jelenleg is az iskola tanügyi épülete. Ebben ők az időben irt már mezőgazdászokat, kertészeket képeztek 4 éves technikusi formában, de volt kétszer öt hónapos, "Téli Gazdasági Iskola" és az állami gazdaságok részére tíz hónapos brigádvezetői képzés is. Így az erdészeti és a mezőgazdasági oktatás, közös tantestülettel, közös irányítással működött. A tantestület létszáma ekkor 21 fő volt, 5 erdőmérnök jött Debrecenből, a gazdászokat 3, a kertészeket 1, a közismereti tantárgyakat 12 tanár oktatta. Ugyancsak 1955-ben kapta meg az iskola a Munkácsy utca 9. szám alatti Ady Endre Népi Kollégium épületét, amely korábban minorita rendház volt. A méteres falak ridegséget, a 8-30 ágyas szobák zsúfoltságot eredményeztek. A negatívumok ellenére az épület használati jogának megszerzése létfontosságú volt, enélkül az iskola nem működhetett volna. A diákotthonnak — amely csak 1960. november 7-én kapott kollégiumi címet — viszont nagy pozitívuma volt a városközpont és az iskola közelsége, hiszen ez utóbbiban üzemelt a konyha és a tantermekben tartották a szilenciumi foglalkozásokat.

## A Kiss Ferenc Erdészeti Szakgimnázium történetének főbb eseményei
A több mint 50 éves működés alatt jelentős változások történtek a szakképzésben:
- 1956-ban bevezették a 4+1 éves előgyakorlatos rendszert.
- 1959-ben megkezdődött a képzés a Mezőgazdasági Technikumban.
- 1960-ban az iskola neve Kiss Ferenc Erdészeti Technikum lett.
- 1968-ban a levelező oktatásban megszűntek a kihelyezett konzultációs központok.
- 1969-ben az új neve Kiss Ferenc Erdészeti, Növénytermesztő és Állattenyésztő Szakközépiskola lett. Megszűnt az iskolarendszerű technikusképzés és az előgyakorlat rendszere, a sikeres érettségi után két év utógyakorlat után lehetett technikusi vizsgát tenni.
- 1971-ben az iskolát megbízták a középfokú erdészeti végzettségű, illetve az ágazatban dolgozó középfokú végzettségű szakemberek tanfolyamos továbbképzésével.
- 1972-ben végzett az utolsó technikumi, 1973-ban az első szakközépiskolai osztály.
- 1974-ben először tettek technikusminősítő vizsgát az erdőgazdálkodási szakon, 1976-ban pedig a fafeldolgozó szakon.
- 1979-ben a megszűnő mezőgazdasági osztályok helyett is erdészeti osztályok indultak. Az új tanterv bevezetésével a neve Kiss Ferenc Erdőgazdasági és Elsődleges Faipari Szakközépiskola Erdészeti Ágazat lett.
- 1982-ben tiszta profilú, nyolc osztállyal működő erdésziskola lett.
- 1986-ban a neve Kiss Ferenc Erdészeti Szakközépiskola lett, és beindult az iskolarendszerű technikusképzés.
- 1991-ben végeztek az első iskolarendszerű technikusi osztályok.
- 2001-ben a központi kerettantervekre épülő saját tantervekkel működő oktatással a képzés hatévesre nőtt.
- 2004-ben az új neve Kiss Ferenc Erdészeti Szakközépiskola és Kollégium lett.
- 2005-ben megemlékeztek a szegedi ötvenéves erdészeti képzésről. Az eredményes oktató-nevelő munkánkért az Oktatási Minisztérium Elismerő Oklevelet adományoz. 50 éves az erdészeti oktatás Szegeden címmel megjelent az évkönyve.
- 2007-ben a város középiskolai kollégiumainak összevonásával a neve ismét Kiss Ferenc Erdészeti Szakközépiskola lett.
- 2009. július elsején az iskolát összevonták, megalakultak a főigazgatóságok, neve Szegedi Szolgáltatási Középiskola és Szakiskola Kiss Ferenc Erdészeti Tagintézménye lett.
- 2013. január 1. és július 31. között országszerte megalakultak a Klebelsberg Intézményfenntartó Központok, a megalakult főigazgatóságok szervezetileg ehhez a központhoz tartoznak, így az iskola is.
- 2013. augusztus elsején a Vidékfejlesztési Minisztérium átvette a mezőgazdasági szakmacsoportba tartozó iskolák egy részét, így ezt az iskolát is. Az átvétel után neve Kiss Ferenc Erdészeti Szakképző Iskola lett, ettől az időtől újra önállóan gazdálkodó intézménnyé vált.
- 2013. szeptember elsejétől a 9. évfolyamon már az új OKJ 54 623 01 szerint erdészeti és vadgazdálkodási technikus képzés indult, a a korábbi képzés kifutó rendszerben haladt tovább.
- 2017-től az iskola szakgimnáziumként működik tovább. Új neve Kiss Ferenc Erdészeti Szakgimnázium.
- 2020. július 4. Szeged Megyei Jogú Város Közgyűlése a több évtizedes, kiemelkedő pedagógusi, oktatói, nevelői tevékenységekért pedagógus-életműdíjakat adott át iskolánk nyugalmazott igazgatójának Halápi Nándornak[halott link].
- 2020. július 1-től az állami fenntartású szakképző intézmények közül az Agrárminisztérium alá tartozó 61 intézmény szerveződött 5 agrárszakképzési centrumba.
- 2020. július 1-től az iskola az Alföldi Agrárszakképzési Centrum részeként működő technikum lett. Az intézmény új neve Alföldi ASzC Kiss Ferenc Erdészeti Technikum.
- 2023-tól a hagyományos erdészképzés mellett beindul a Földmérő, földügyi és térinformatikai technikus képzés (SZJSZ 5 0810 17 03) is.

## Kiss Ferenc-díjasok
- 1985: Dudás Béla
- 1986: Tóth Attila
- 1987: Brality Róbert
- 1988: Nyist Csaba
- 1989: Tamás Róbert
- 1990: Szlávik Szabolcs
- 1991:  Varró Zoltán
- 1992: Szabó Roland
- 1993: Kovács Zoltán
- 1994: Bódi György
- 1995: Lajtos János
- 1996: Márta József
- 1997: Verók Tamás
- 1998: Geiger Csaba
- 1999: Kovács Gábor
- 2000: Kovács Péter
- 2001: Szabó Zsolt
- 2002: Hájzlinger István
- 2003: Kenéz Árpád
- 2004: Hódi Gábor
- 2005: Juhász Pál
- 2006: Juhász Lenke
- 2007: Boros Annamária
- 2008: Csősz Géza
- 2010: Komáromi Márk
- 2011: Sztojov Tünde
- 2012: Panyor Dia
- 2013: Török Tímea
- 2014: Vad Viktor
- 2015: Rigó Mihály
- 2016: Zakar András
- 2017: Turuczki Balázs
- 2018: Ragadics Péter
- 2019: Bíró Imre
- 2020: Mózes Máté
- 2021: Taskovity Balázs
- 2022: Fehér Emma

## Az Országos Szakmai Tanulmányi Verseny győztesei
- 1961/1962:  Bársony Lajos
- 1963/1964: Juhász Mihály
- 1965/1966: Eszes Ferenc
- 1967/1968: Csíkos Imre
- 1968/1969: Dobos Antal
- 1970/1971:  Somodi István
- 1976/1977: Rencsi Gábor
- 1978/1979: Csóka György
- 1979/1980: Kószó László mezőgazd.
- 1987/1988: Sípos Sándor
- 1988/1989: Deák János
- 1990/1991:  Marosi András
- 1992/1993: Királymezei Viktor
- 1993/1994: Sáfián Szabolcs
- 1994/1995: Lajtos János
- 2001/2002: Hájzlinger István
- 2003/2004: Somogyi Péter
- 2007/2008: Vázsonyi Gábor
- 2009/2010: Komáromi Márk
- 2010/2011: Sztojov Tünde
- 2011/2012: Orbán Gergő
- 2012/2013: Panyor Diána
- 2013/2014: Vad Viktor

## A Kitaibel Pál Középiskolai Biológiai és Környezetvédelmi Tanulmányi Verseny helyezettjei
- 1988/1989: Sípos Csaba — II. helyezett
- 1988/1989: Sípos Csaba — II. helyezett
- 1991/1992:  Lajtos János — I. helyezett
- 1992/1993: Szűcs László — II. helyezett
- 1993/1994: Szűcs László — III. helyezett
- 1994/1995: Tomán Mihály — II. helyezett
- 1996/1997: Pusztai Péter, Lengyel György — II. helyezett
- 1998/1999: Szegedi Sándor — II. helyezett
- 1999/2000: Máté Bence — III. helyezett
- 2000/2001: Benei Zsolt, Máté Bence — II. helyezett
- 2001/2002: Csontos Dömötör — II. helyezett
- 2004/2005: Fazekas Ádám, Sebők Antal — IX. helyezett, VII. helyezett
- 2006/2007: Molnár Norbert, Szőke Gábor — XI. helyezett, XVI. helyezett
- 2007/2008: Venczel Dávid, Ancsin László — VI. helyezett, XVII. helyezett
- 2008/2009: Ökrös Bálint, Venczel Dávid — X. helyezett, XI. helyezett
- 2009/2010: Csarnai Gergő Vad Viktor — VIII. helyezett
- 2010/2011: Litauszki Tibor — VII. helyezett
- 2012/2013: Csóti Mariann Anna — IV. helyezett
- 2014/2015: Zomborácz Soma — I. helyezett
- 2015/2016: Halász Gergely
- 2016/2017: Zomborácz Soma — IV. helyezett

## Pro Silva Hungariae-díj
A Földművelésügyi és Vidékfejlesztési Miniszter által adományozható díj	2018: Halápi Nándor István

## Miniszteri elismerő oklevél
Pedagógusnap alkalmából kiemelkedő szakmai tevékenység elismeréseként adományozható díj	2018: Tihanyi Klára Margit

## Pedagógus Életmű-díj
Szeged Megyei Jogú Város Közgyűlése által megítélt kiemelkedő szakmai tevékenység elismeréseként adományozható díj	2019: Tihanyi Klára Margit

## Az Országos Erdészeti Egyesület kitüntetettjei

### Bedő Albert-emlékéremmel
- 1988: Kozma Károly (1956)
- 1996: Göbölös Antal (1962)
- 1996: Répászky Miklós (1956)
- 2001: Oláh Tibor (1957)
- 2002: Pápai Gábor (1963)
- 2003. Dr. Oroszi Sándor (1974)
- 2004. Dr. Csóka György (1979)
- 2005. Kolozsvári Ákos (1969)

### Kaán Károly-emlékéremmel
- 2000: Pollner Frigyesné (1964)
- 2001: Tutunzisz Thomasz (1959)
- 2005: Bacsa Árpád (1970)
- 2015: Halápi Nándor István (1973)

## Iskola utáni sikertörténetek
- Pápai Gábor (1963): az Erdészeti Lapok főszerkesztője
- Dr. Molnár Sándor (1963): egyetemi tanár, a Faipari Mérnöki Kar dékánja, az MTA doktora
- Dr. Rédei Károly (1971): a Soproni Nyugat-magyarországi Egyetem magántanára
- Dr. Lengyel János (1971): igazgató-főorvos
- Dr. Kovács Károly (1972): osztályvezető főorvos
- Popovics Lőrinc (1972): szobrászművész
- Gere Attila (1973): 1974-ben az „Év borásza”, a Magyar Köztársaság Érdemrendje Lovagkeresztjének birtokosa
- Dr. Oroszi Sándor (1974): egyetemi magántanár, kandidátus
- Gyuris Dániel (1977): bank-vezérigazgató
- Máté Bence (2004): a „2002. év ifjú természetfotósa” cím birtokosa

### Sportolók
A diákok közül az országos felnőtt bajnokságokon, az ifjúsági Európa-bajnokságokon, főiskolai és felnőtt világbajnokságokon szereplő válogatottak és olimpiai kerettagok:
- Bak István atléta
- Dr. Balázs Mihály súlyemelő
- Bucsúházi József atléta
- Herédi István atléta
- Kárpáti Gábor atléta
- Kmeth Sándor kajakozó
- Ölveti László birkózó
- Szabics Imre cselgáncsozó
- Szabó Gábor kajakozó
- Tóth József atléta
- Vecsernyés Antal atléta

## Az intézményt irányító igazgatók[4]
- 1955–1956: Sisska Ernő
- 1956–1958: Arany Sándor
- 1958–1960: Németh Ferenc mb.
- 1960–1977: Obermayer György
- 1977–1978: Szőke Dezső mb.
- 1978–1979: Tóth László
- 1979–1997: Nádaskay Gábor
- 1997–2017: Halápi Nándor
- 2017–2018: Tihanyi Klára
- 2018– : Máhig József